# Osthoffen
Osthoffen [ɔstofən]  est une commune française de plus de 800 habitants, située dans la circonscription administrative du Bas-Rhin et, depuis le 1er janvier 2021, dans le territoire de la Collectivité européenne d'Alsace, en région Grand Est.
Cette commune se trouve dans la région historique et culturelle d'Alsace.

## Géographie
C'est un village dans la campagne alsacienne à 15 km à l’ouest de Strasbourg et à 10 km au nord-est de Molsheim. Osthoffen se situe sur la Route des Vins d'Alsace. 

### Hydrographie
La commune est dans le bassin versant du Rhin au sein du bassin Rhin-Meuse. Elle est drainée par le ruisseau le Muhlbach et le ruisseau Bruchgraben,.

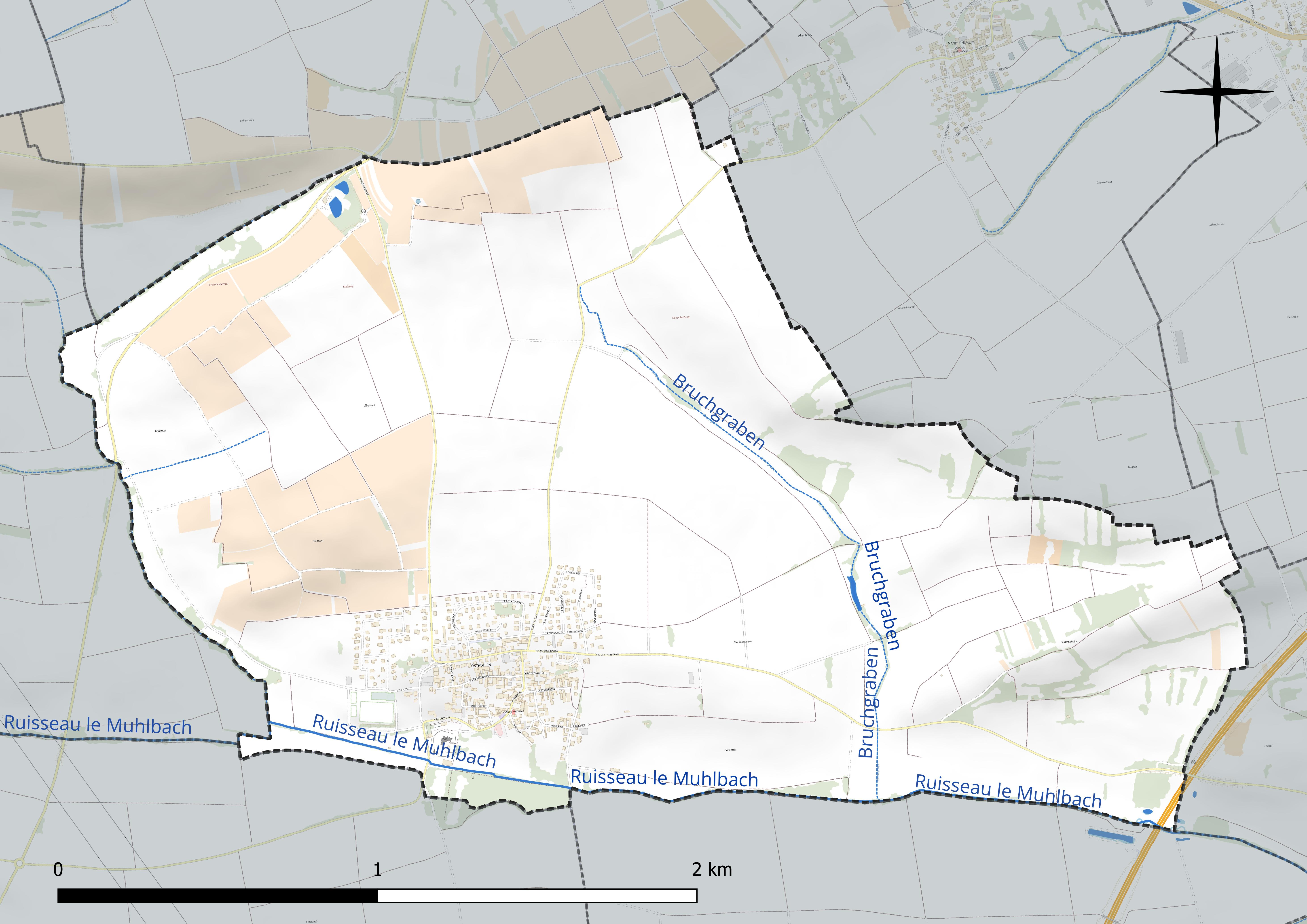
Réseau hydrographique d'Osthoffen.

### Climat
Pour des articles plus généraux, voir Climat du Grand Est et Climat du Bas-Rhin.
En 2010, le climat de la commune est de type climat des marges montargnardes, selon une étude du Centre national de la recherche scientifique s'appuyant sur une série de données couvrant la période 1971-2000. En 2020, Météo-France publie une typologie des climats de la France métropolitaine dans laquelle la commune est exposée à un climat semi-continental et est dans une zone de transition entre les régions climatiques « Vosges » et « Alsace ». 
Pour la période 1971-2000, la température annuelle moyenne est de 10,6 °C, avec une amplitude thermique annuelle de 17,7 °C. Le cumul annuel moyen de précipitations est de 725 mm, avec 9,3 jours de précipitations en janvier et 10,4 jours en juillet. Pour la période 1991-2020, la température moyenne annuelle observée sur la station météorologique de Météo-France la plus proche, « Strasbourg-Entzheim », sur la commune d'Entzheim à 8 km à vol d'oiseau, est de 11,4 °C et le cumul annuel moyen de précipitations est de 635,7 mm. 
La température maximale relevée sur cette station est de 38,9 °C, atteinte le 25 juillet 2019 ; la température minimale est de −23,6 °C, atteinte le 23 janvier 1942,,. 
Les paramètres climatiques de la commune ont été estimés pour le milieu du siècle (2041-2070) selon différents scénarios d'émission de gaz à effet de serre à partir des nouvelles projections climatiques de référence DRIAS-2020. Ils sont consultables sur un site dédié publié par Météo-France en novembre 2022.

## Urbanisme

### Typologie
Au 1er janvier 2024, Osthoffen est catégorisée bourg rural, selon la nouvelle grille communale de densité à sept niveaux définie par l'Insee en 2022.
Elle est située hors unité urbaine. Par ailleurs la commune fait partie de l'aire d'attraction de Strasbourg (partie française), dont elle est une commune de la couronne,. Cette aire, qui regroupe 268 communes, est catégorisée dans les aires de 700 000 habitants ou plus (hors Paris),.

### Occupation des sols
L'occupation des sols de la commune, telle qu'elle ressort de la base de données européenne d’occupation biophysique des sols Corine Land Cover (CLC), est marquée par l'importance des territoires agricoles (92,2 % en 2018), une proportion sensiblement équivalente à celle de 1990 (92,6 %). La répartition détaillée en 2018 est la suivante : terres arables (69,4 %), zones agricoles hétérogènes (12,3 %), cultures permanentes (10,5 %), zones urbanisées (7,8 %). L'évolution de l’occupation des sols de la commune et de ses infrastructures peut être observée sur les différentes représentations cartographiques du territoire : la carte de Cassini (XVIIIe siècle), la carte d'état-major (1820-1866) et les cartes ou photos aériennes de l'IGN pour la période actuelle (1950 à aujourd'hui).

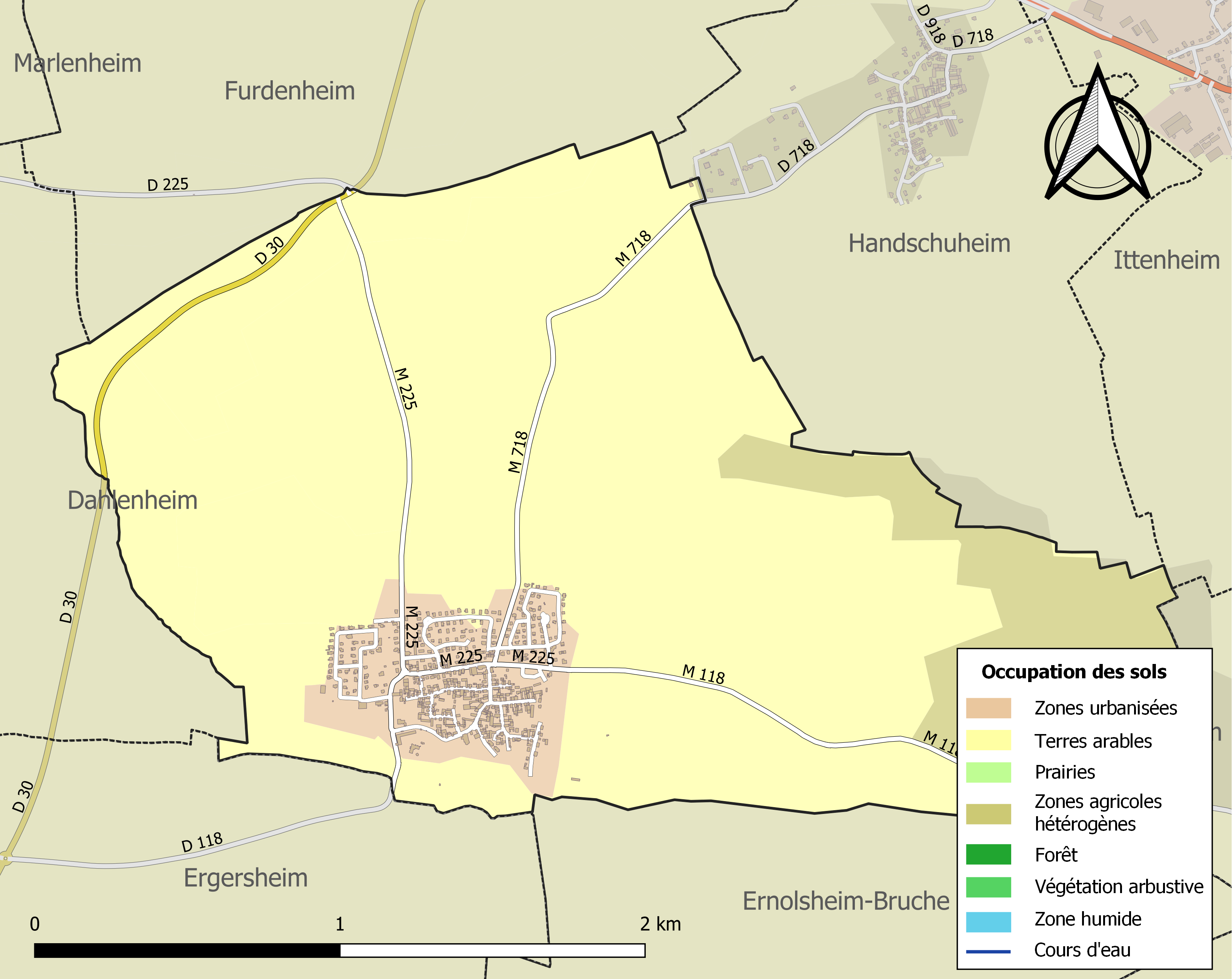
Carte des infrastructures et de l'occupation des sols de la commune en 2018 (CLC).

## Histoire
Le nom "Osthoffen" signifie "domaine de l'est", mais ne se réfère pas à Kirchheim (appartenant à l’évêque) comme il a été écrit parfois. En fait, l'origine d'Osthoffen tient d'un camp romain qui s'installa à l'emplacement actuel du château.
Ce camp protégeait un poste d'observation placé sur le Scharrachberg qui, grâce à sa position en hauteur, pouvait aisément surveiller la voie romaine passant à Soultz-les-Bains.
Cette route axée nord-sud longe le piémont des Vosges. Les Romains procédaient de cette façon pour sécuriser les échanges qui se faisait par route. Le poste d'observation était lui-même ravitaillé et protégé par un camp de part et d'autre. En l'occurrence, Osthoffen et Westhoffen.
Aujourd'hui, le village est composé de plusieurs quartiers : tout d'abord le centre village où se trouve l'église, la mairie ou encore l'école maternelle et primaire. C'est là que se trouvent d'anciennes fermes et maisons typiques de la région. Se trouvent ensuite trois quartiers résidentiels : le plus ancien au nord, un autre implanté au début des années 1990 et le dernier qui a vu le jour au début du dernier millénaire.

## Économie
La principale activité des habitants du village est l'agriculture, dont la récolte de raisin et du maïs en automne. Mais l'on trouve également un salon de coiffure.

## Politique et administration
| Période                                  | Période  | Identité          | Étiquette | Qualité |
| ---------------------------------------- | -------- | ----------------- | --------- | ------- |
| mars 2001                                | mai 2020 | Antoine Schall    |           |         |
| mai 2020                                 | En cours | Wilfrid de Vreese |           |         |
| Les données manquantes sont à compléter. |          |                   |           |         |

## Démographie
L'évolution du nombre d'habitants est connue à travers les recensements de la population effectués dans la commune depuis 1793. Pour les communes de moins de 10 000 habitants, une enquête de recensement portant sur toute la population est réalisée tous les cinq ans, les populations de référence des années intermédiaires étant quant à elles estimées par interpolation ou extrapolation. Pour la commune, le premier recensement exhaustif entrant dans le cadre du nouveau dispositif a été réalisé en 2008.

En 2022, la commune comptait 809 habitants, en évolution de −2,41 % par rapport à 2016 (Bas-Rhin : +3,17 %, France hors Mayotte : +2,11 %).
| 1793 | 1800 | 1806 | 1821 | 1831 | 1836 | 1841 | 1846 | 1851 |
| ---- | ---- | ---- | ---- | ---- | ---- | ---- | ---- | ---- |
| 626  | 469  | 635  | 666  | 914  | 926  | 902  | 879  | 793  |

| 1856 | 1861 | 1866 | 1871 | 1875 | 1880 | 1885 | 1890 | 1895 |
| ---- | ---- | ---- | ---- | ---- | ---- | ---- | ---- | ---- |
| 756  | 762  | 775  | 773  | 724  | 692  | 687  | 675  | 625  |

| 1900 | 1905 | 1910 | 1921 | 1926 | 1931 | 1936 | 1946 | 1954 |
| ---- | ---- | ---- | ---- | ---- | ---- | ---- | ---- | ---- |
| 584  | 607  | 586  | 525  | 515  | 502  | 473  | 419  | 404  |

| 1962 | 1968 | 1975 | 1982 | 1990 | 1999 | 2006 | 2008 | 2013 |
| ---- | ---- | ---- | ---- | ---- | ---- | ---- | ---- | ---- |
| 403  | 409  | 408  | 514  | 573  | 683  | 791  | 822  | 832  |

| 2018 | 2022 | - | - | - | - | - | - | - |
| ---- | ---- | - | - | - | - | - | - | - |
| 820  | 809  | - | - | - | - | - | - | - |

## Sports
Le village bénéficie de plusieurs clubs de sports : un tennis avec deux courts extérieurs sur terre battue et un court intérieur dans la salle de sport, cette salle qui accueille aussi un club de tennis de table, un club de yoga et un autre de badminton.
À l'extérieur se trouve également une amicale de pêche.

## Transports
Le village est desservi par les offres de transport suivantes :
- La ligne de bus 240 (Strasbourg - Osthoffen - Scharrachbergheim) assurée par la Compagnie des transports du Bas-Rhin. Le village est considéré comme terminus de la moitié des cars empruntant la ligne. La ligne dessert les arrêts Le Tilleul et Vignes dans les deux sens.
- Le service Taxibus Ouest assuré par la Compagnie des transports strasbourgeois qui permet de revenir de Strasbourg en soirée après les derniers bus. Le Taxibus Ouest est au départ des Halles dans la rue de Sébastopol.
- Le service de transport à la demande Flex'Hop assuré par la Compagnie des transports strasbourgeois qui dessert tous les arrêts de la commune.

| Arrêt      | correspondance      | type d'arrêt                      | notes |
| ---------- | ------------------- | --------------------------------- | ----- |
| Le Tilleul | ligne 240, Flex'hop | Arrêt desservi dans les deux sens |       |
| Les vignes | ligne 240, Flex'hop | Arrêt desservi dans les deux sens |       |

## Services à la population
- Pompiers : Molsheim.
- Gendarmerie : Truchtersheim.
- Collège de secteur : collège Paul Wernert d'Achenheim.
- Lycée de secteur : lycée Marcel Rudloff à Strasbourg-Hautepierre.

## Culture locale et patrimoine

### Lieux et monuments
- Église romane.

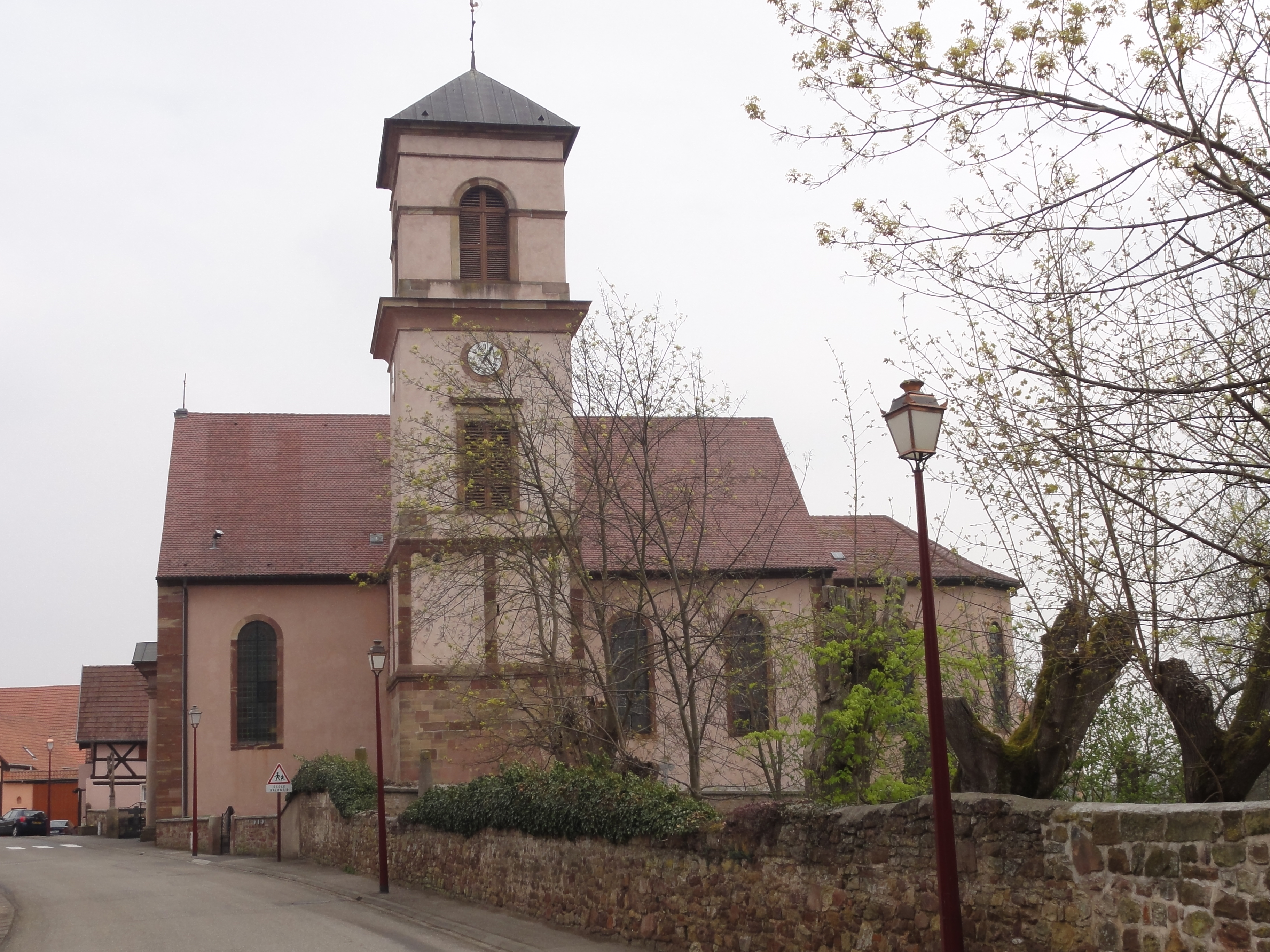
Église Saint-Jacques-le-Majeur.

- Château du XIIIe siècle, remanié au XVIIe siècle, propriété du baron Philippe Grouvel depuis 1815.
- Ancienne synagogue du XIXe siècle, rue des Seigneurs.

### Personnalités liées à la commune
- Giovanni Agnelli, ancien copropriétaire et dirigeant de la société Fiat, a épousé la princesse Marella Caracciolo di Castagneto, fille du premier Secrétaire général du Conseil de l'Europe, à Osthoffen. Il avait loué un appartement au château d'Osthoffen qu'il habita 3 ans. Le mariage fut célébré dans l'église du village mi-novembre 1953. La fête eut lieu au château d'Osthoffen loué au propriétaire le baron Grouvel.
- Jonathan Clauss, footballeur professionnel international français évoluant à l'OGC Nice en Ligue 1, a grandi à Osthoffen. Il évolue au poste de défenseur latéral.

### Héraldique
| Blason de Osthoffen | Blason  | Parti : au 1er d'argent à saint Jacques pèlerin de carnation, vêtu au naturel, avec un chapeau de gueules chargé d'une coquille du champ, tenant de sa dextre un bâton de pèlerin de sable avec sa gourde au naturel et de sa senestre un livre aussi de gueules, au 2d de gueules aux trois bouterolles d'or. |
| Blason de Osthoffen | Détails | Le statut officiel du blason reste à déterminer. |